# Батајск
Батајск (рус. Батайск) град је у Русији у Ростовској области. Према попису становништва из 2010. у граду је живело 111.856 становника.

## Становништво
Према прелиминарним подацима са пописа, у граду је 2010. живело 111.856 становника, 4.418 (4,11%) више него 2002.
| 1939.  | 1959.  | 1970.  | 1979.  | 1989.  | 2002.   | 2010.   |
| ------ | ------ | ------ | ------ | ------ | ------- | ------- |
| 48.043 | 65.158 | 85.306 | 90.123 | 91.930 | 107.438 | 111.843 |